# Rodrigo Rossi
Rodrigo Rossi, também conhecido como Rod Rossi, é um cantor e dublador brasileiro.

## Carreira

### 2005-2016: Raízes metaleiras e mergulho em músicas de anime
Após iniciar sua carreira musical nas bandas Snake Eyes e Thorn, foi convidado para cantar a adaptação brasileira da abertura do anime Saint Seiya: The Lost Canvas, o que o levou a mudar o foco de sua carreira e se dedicar a produção de anisons no Brasil. Tal abertura, "O Reino de Atena", rendeu uma indicação a Melhor Trilha Sonora Adaptada a Rossi no Prêmio Yamato de 2010.

Desde então, passou a fazer shows por todo o Brasil cantando versões em português de músicas de outros animes para os quais foi convidado, como Dragon Ball Kai e Os Cavaleiros do Zodíaco: Ômega.

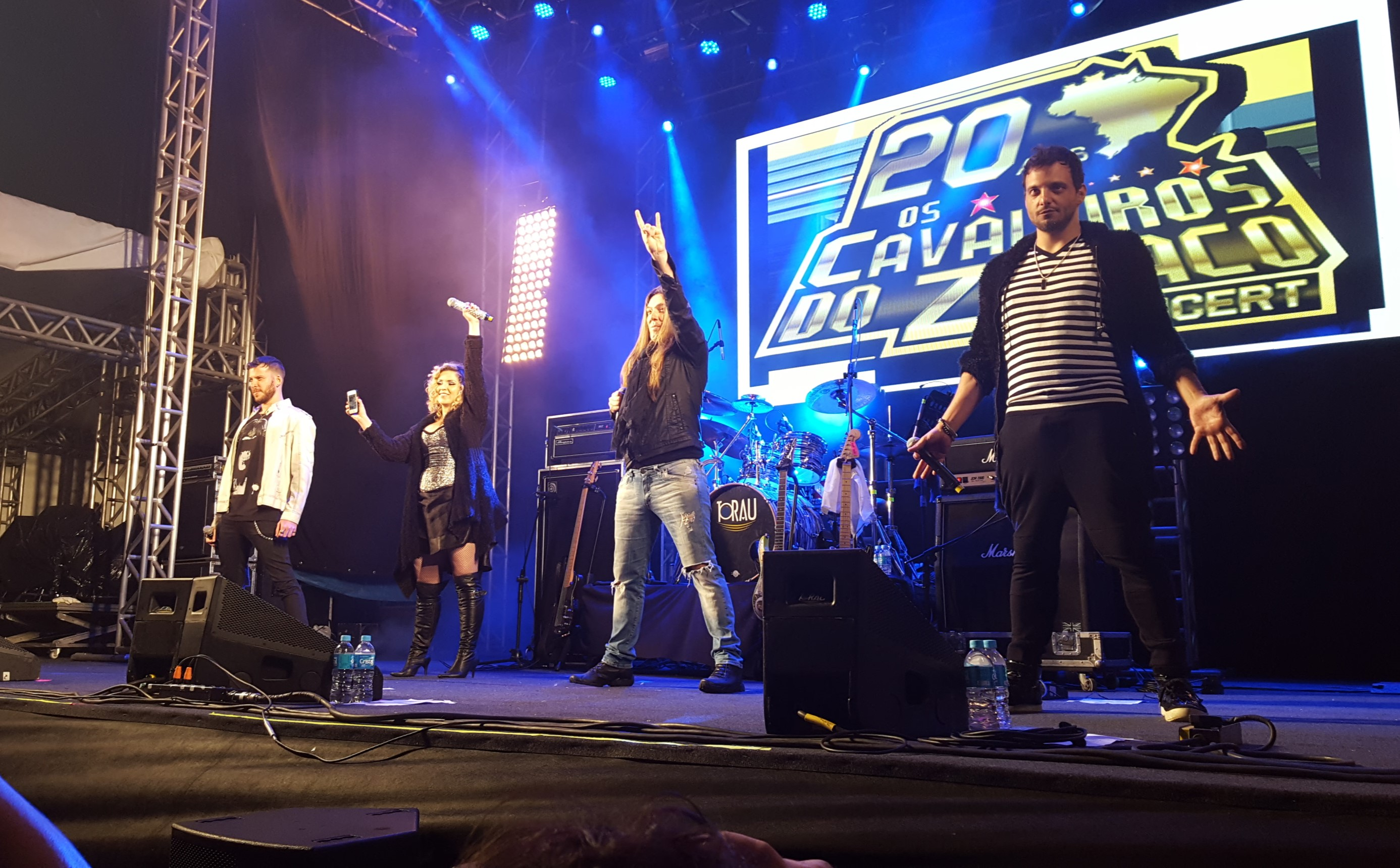
Rossi, Tassi, Falaschi e Cruz em show do Cavaleiros in Concert na Anime Friends 2016

Em 2014, junto com Edu Falaschi, Ricardo Cruz e Larissa Tassi, também conhecidos por aberturas de diversos animes da franquia Os Cavaleiros do Zodíaco, criaram o Cavaleiros in Concert, uma série de shows onde todos cantavam suas músicas e homenageavam o anime.
Em 2016, Rossi participou do projeto V.A. Animes x Tokusatsu, onde vários artistas se juntaram para tocar músicas de animes. Junto com o japonês Yama-B (ex-vocalista da banda Galneryus), gravou uma versão de "Soldier Dream", segunda abertura de Os Cavaleiros do Zodíaco. A dupla aproveitou para registrar outra faixa no álbum Yama-B & Friends chamada "When I Say Goodbye".

### 2017-2025: Retorno ao metal, álbuns, Danger3 e dublagem
Em 2017, Rossi retornou a suas raízes metaleiras. Nasceu o álbum Rec/All, com produção de Renato Tribuzy (que também tocou no disco) e participações especiais de Kiko Loureiro, Roy Z, Edu Ardanuy, Davis Ramay, Marcelo Barbosa, Felipe Andreoli, Marcelo Moreira, Pedro Tinello e Alessandro Del Vecchio.
Também em 2017 Rossi fundou o grupo Danger3 juntamente com Larissa Tassi e Ricardo Cruz. Focados na produção de anisons, eles lançaram quatro singles com músicas inspiradas por mangás lançados no Brasil pela Editora JBC, como Akira e Kimi no Na wa. O trio também gravou a abertura e o encerramento de Saint Seiya: Soul of Gold, e música "Space Runners, Go", do jogo brasileiro Space Runners.
Em 2020, lançou o álbum ANNO: X, coletânea com todas as músicas de anime que cantou oficialmente.
Ainda em 2020, com o Danger3, gravou "Apóstolo do Silêncio", uma versão em português de "Seijaku no Apostle", do JAM Project, lançada no CD JAM Project Foreign Language Song Collection, incluso apenas na caixa comemorativa JAM Project 20th Anniversary Complete BOX.
Rossi também iniciou uma carreira como dublador, estreando nos animes Sakamichi no Apollon (Kids on the Slope), Kanojo mo Kanojo (Girlfriend, Girlfriend), Maou Gakuin no Futekigousha (The Misfit of Demon King Academy) e Wind Breaker, onde faz o protagonista Haruka Sakura.
Rossi trabalha com a distribuidora Artworks Entertainment, onde lida com obras como Sakura Card Captors e Fairy Tail. Em 2025, lançaram um cafeteria temática de Sakura Card Captors no bairro da Liberdade, em São Paulo.
Em 2024, comemorando 15 anos de trabalho com anisons, Rossi lança uma nova versão de "O Reino de Atena". Ela estará no álbum LEGACY, que trará um lado mais autoral do cantor. No final do mesmo ano, entrou para o time de dubladores de InuYasha: The Final Act.

## Discografia
2017: Rec/All
2020: ANNO: X

## Lista de músicas por obra

### Os Cavaleiros do Zodíaco: The Lost Canvas
- "O Reino de Atena" (Original: "The Realm of Athena", da banda EUROX)
- "Laços de Flor" (Original: "Hana no Kusari", de Maki Ikuno e Marina Del Ray) Obs: cantada por Melissa Matos, Rossi trabalhou na adaptação da letra e costuma cantá-la em shows.

### Os Cavaleiros do Zodíaco: Ômega
- "Pegasus Fantasy versão Ômega" (Original: "Pegasus Fantasy ver. Omega", de Shoko Nakagawa e MAKE-UP)[31]
- "Evolução Ω" (Original: "Mirai Seitoshi Omega (Saint Evolution)", da banda Nagareda Project)[32]
- "Cordas de Luz" (Original: "Senkou Strings," da banda Cyntia)[33]
- "Nova Geração" (Original: "Next Generation", da banda Root Five)[34]

Obs: Todas com o Danger3 e Edu Falaschi, exceto "Pegasus Fantasy", feita em parceria com Larissa Tassi)

### Os Cavaleiros do Zodíaco: A Lenda do Santuário
- "Hero" (Original de Yoshiki Hayashi)[22]

### Os Cavaleiros do Zodíaco: Alma de Ouro[35]
- "Soldier Dream versão Alma de Ouro" (Original: "Soldier Dream ver. Soul of Gold" da banda Root Five)
- "A Promessa do Amanhã" (Original: "Yakusoku No Asu E", da banda Root Five)

Obs: Ambas com o Danger3

### Dragon Ball Kai[36]
- "Alma do Dragão" (Original: "Dragon Soul", de Takayoshi Tanimoto)
- "Yeah! Break! Care! Break!" (Original de Takayoshi Tanimoto)
- "Vou Lutar!" (Original: "Fight It Out!", de Masatoshi Ono)
- "Nunca Desista" (Original: "Never Give Up!!", de Junear)

### Dragon Ball Super
- "Limit Break x Survivor" (Original de Kiyoshi Hikawa)[37]
- "Hello! Hello! Hello!" (Original da banda Good Morning America)[38]

### Fairy Tail[39]
- "Snow Fairy" (Original de FUNKIST)
- "Ft." (Original de FUNKIST)
- "Fiesta" (Original de +Plus)

### Shingeki no Kyojin
- "Guren no Yumiya" (Original da banda Linked Horizon)

### Fatal Fury 3: A Fúria
- "Oh, Angel" (Original: "Yoake no Legend", de Kazukiyo Nishikiori)

Obs: Parte do álbum Rec/All

### Street Fighter IV
- "THE NEXT DOOR -INDESTRUCTIBLE-" (Original da banda Exile)[40]

Obs: Parte do álbum Rec/All